# Basketball-Bundesliga 1978/79
Die Saison 1978/79 ist die 13. Spielzeit der Basketball-Bundesliga. Die höchste Spielklasse im deutschen Vereinsbasketball der Herren, bis 1990 beschränkt auf das Gebiet Westdeutschlands ohne die DDR, wurde in einer Liga mit zehn Mannschaften ausgetragen, an die sich Final- und Relegationsrunden anschlossen.

## Saisonnotizen
- Der TuS 04 Leverkusen gewann seine fünfte Meisterschaft, während dem Hauptrundenersten und Titelverteidiger MTV 1846 Gießen nur der Sieg im Pokalwettbewerb gegen den SSC Göttingen blieb.
- Die Relegationsrunde mit Zweitligisten wurde nach zwei Saisons wieder abgeschafft und in der Relegationsrunde der vier am Ende der Hauptrunde am schlechtesten platzierten Mannschaften mussten schließlich der 1. FC 01 Bamberg und der TuS Aschaffenburg die Rückkehr in die 2. Basketball-Bundesliga antreten.
- In Relegations- und Finalrunde wurden alle Hauptrundenergebnisse mitgenommen. Es wurden keine Ergebnisse mehr „gestrichen“.
- Die Basketballabteilung des ASV Köln hatte sich vom Verein getrennt und trat zu dieser Saison unter dem Sponsorennamen BSC Saturn Köln an.

## Endstände

### Hauptrunde
| #  | Mannschaft        | Siege | Nieder- lagen | Punkte | Körbe     |
| -- | ----------------- | ----- | ------------- | ------ | --------- |
| 1  | MTV 1846 Gießen   | 13    | 5             | 26:10  | 1626:1477 |
| 2  | TuS 04 Leverkusen | 13    | 5             | 26:10  | 1711:1512 |
| 3  | SSC Göttingen     | 12    | 6             | 24:12  | 1512:1436 |
| 4  | SSV Hagen         | 10    | 8             | 20:16  | 1564:1450 |
| 5  | USC Heidelberg    | 10    | 8             | 20:16  | 1341:1384 |
| 6  | MTV Wolfenbüttel  | 10    | 8             | 20:16  | 1491:1494 |
| 7  | BSC Saturn Köln   | 9     | 9             | 18:18  | 1487:1467 |
| 8  | Post SV Bayreuth  | 6     | 12            | 12:24  | 1479:1551 |
| 9  | 1. FC 01 Bamberg  | 5     | 13            | 10:26  | 1403:1526 |
| 10 | TuS Aschaffenburg | 2     | 16            | 04:32  | 1495:1812 |

 Relegations-Plätze

### Relegationsrunde
| # | Mannschaft        | Siege | Nieder- lagen | Punkte | Körbe     |
| - | ----------------- | ----- | ------------- | ------ | --------- |
| 1 | BSC Saturn Köln   | 15    | 9             | 30:18  | 2054:1979 |
| 2 | Post SV Bayreuth  | 9     | 15            | 18:30  | 2021:2072 |
| 3 | 1. FC 01 Bamberg  | 8     | 16            | 16:32  | 1964:2081 |
| 4 | TuS Aschaffenburg | 2     | 22            | 04:44  | 2057:2455 |

 Absteiger

### Finalrunde
| # | Mannschaft        | Siege | Nieder- lagen | Punkte | Körbe     |
| - | ----------------- | ----- | ------------- | ------ | --------- |
| 1 | TuS 04 Leverkusen | 22    | 6             | 44:12  | 2690:2306 |
| 2 | MTV 1846 Gießen   | 17    | 11            | 34:22  | 2403:2282 |
| 3 | MTV Wolfenbüttel  | 16    | 12            | 32:24  | 2293:2310 |
| 4 | SSC Göttingen     | 16    | 12            | 32:24  | 2307:2221 |
| 5 | SSV Hagen         | 15    | 13            | 30:26  | 2359:2306 |
| 6 | USC Heidelberg    | 12    | 16            | 24:32  | 2053:2182 |

 Meister